# Leif Thomsen
Leif Thomsen er kultursociolog. Hans speciale er byudvikling. Han er forskningsleder ved Center for tværfaglige urbane studier,
Kunstakademiets Arkitektskole, forkortet KACTUS.